# Rafael Nadal
Rafael Nadal Parera [rafaél nadál], španski teniški igralec, * 3. junij 1986, Manacor, Mallorca, Španija.
Nadal je v karieri dvaindvajsetkrat zmagal na turnirjih za grand slam, rekordnih štirinajstkrat na odprtem prvenstvu Francije (2005, 2006, 2007, 2008, 2010, 2011, 2012, 2013, 2014, 2017, 2018, 2019, 2020, 2022), v letih 2008 in 2010 na odprtem prvenstvu Anglije, leta 2009 in 2022 na odprtem prvenstvu Avstralije, v letih 2010, 2013, 2017 in 2019 pa na odprtem prvenstvu ZDA. Prvo mesto po številu naslovov z grand slam si je do 30. 1. 2022 delil z Novakom Djokovićem in Rogerjem Federerjem. Nadal je sicer desničar, ampak tenis igra z levo roko, ker v otroštvu ni bil zelo močan, zato je forhend kot beckhand igral z obema rokama. Njegov trener stric Toni mu je rekel, da še ni bilo teniškega igralca, da bi tako igral, zato se je moral odločiti, na kateri strani bo igral forhend. Ugotovil je, da mu gre bolje z levo roko, in tako igra še danes.

## Življenjepis
Rafael Nadal se je rodil 3. junija 1986 v Manacorju na Mallorci. Bil je prvorojenec Ana Marie in Sebastiana. Ima šest let mlajšo sestro Mario Isabel. Njegov stric Miguel Ángel Nadal  je bil nogometni reprezentant Španije (1991-2002) in igralec Barcelone (1991-1999). 
»Rafa« je tenis začel trenirati pri petih letih s pomočjo strica Tonija, ki je še sedaj njegov trener. Ko je imel osem let, je odšel na prvi turnir v Bolearos in dve leti kasneje prvič zmagal.
Profesionalec je od leta 2001 in leta 2003 je sezono končal v najboljši petdeseterici. Tudi začetek 2004 je bil odličen z uvrstitvijo v prvi finale (serije Atp Tour) v Aucklandu in z zmago nad Rogerjem Federerjem v Miamiju. Nadaljevanje ni bilo tako blesteče, kot bi si sam želel, saj se je poškodoval, na teniška igrišča se je vrnil šele poleti, vendar dovolj zgodaj, da je osvojil prvi naslov ATP Tour v Sopotu na Poljskem. Forma se je samo še stopnjevala in konec sezone je bil naravnost odličen, saj se je s Španci veselil naslova Davisovega pokala, potem ko je že prvi dan premagal favoriziranega Andyja Rodicka.
Leto 2005 je začel s četrtfinalom v Avstraliji (premagal ga je Hewit) in s finalom v Miamiju, kjer je v petih nizih klonil le proti Federerju. Sezona na peščeni podlagi je bila z zmagami v Monte Carlu (proti Corii), Barceloni (proti Ferrerju) in Rimu (ponovno proti Corii) naravnost fantastična. Toda svoje kraljeve uspehe je kronal v nedeljo 5. junija 2005, ko je v finalu Odprtega prvenstva Francije premagal presenetljivega Argebtinca Mariana Puerto.
Njegova prednost je odlična igra z osnovne črte ter maksimalna borbenost in koncentracija na igrišču. V tem se razlikuje od svojih vrstnikov, ima pa še eno posebnost: čeprav je drugače desničar, tenis igra z levo roko.
Leta 2006 in 2007 je osvojil veliko turnirjev, predvsem na pesku, najbolj pomembne so seveda štiri zmage na Roland Garrosu (3 finali proti Federerju), trije finali v Wimbeldonu in mnogo drugih naslovov v Rimu, Barceloni, Dubaju in še bi lahko naštevali. Tu pa se še ne konča Rafaelova bogata zbirka. Uspelo mu je popraviti tudi 28 let star rekord Vilasa v največ zaporednih zmagah na peščenem igrišču, kjer Nadal ni izgubil kar dve leti in en mesec (81 zmag).

## FinaliGrand Slamov(29)

### Zmage (22)
| Leto | Turnir                          | Nasprotnik v finalu | Rezultat finala               |
| 2005 | Odprto prvenstvo Francije       | Mariano Puerta      | 6-7(6), 6-3, 6-1, 7-5         |
| 2006 | Odprto prvenstvo Francije (2)   | Roger Federer       | 1-6, 6-1, 6-4, 7-6(4)         |
| 2007 | Odprto prvenstvo Francije (3)   | Roger Federer       | 6-3, 4-6, 6-3, 6-4            |
| 2008 | Odprto prvenstvo Francije (4)   | Roger Federer       | 6-1, 6-3, 6-0                 |
| 2008 | Odprto prvenstvo Anglije        | Roger Federer       | 6–4, 6–4, 6–7(5), 6–7(8), 9–7 |
| 2009 | Odprto prvenstvo Avstralije     | Roger Federer       | 7–5, 3–6, 7–6(3), 3–6, 6–2    |
| 2010 | Odprto prvenstvo Francije (5)   | Robin Söderling     | 6–4, 6–2, 6–4                 |
| 2010 | Odprto prvenstvo Anglije (2)    | Tomas Berdych       | 6–3, 7-5, 6-4                 |
| 2010 | Odprto prvenstvo ZDA            | Novak Đoković       | 6–4, 5–7, 6–4, 6–2            |
| 2011 | Odprto prvenstvo Francije (6)   | Roger Federer       | 7–5, 7–6(7–3), 5–7, 6–1       |
| 2012 | Odprto prvenstvo Francije (7)   | Novak Đoković       | 6–4, 6–3, 2–6, 7–5            |
| 2013 | Odprto prvenstvo Francije (8)   | David Ferrer        | 6–3, 6–2, 6–3                 |
| 2013 | Odprto prvenstvo ZDA (2)        | Novak Đoković       | 6–2, 3–6, 6–4, 6–1            |
| 2014 | Odprto prvenstvo Francije (9)   | Novak Đoković       | 3–6, 7–5, 6–2, 6–4            |
| 2017 | Odprto prvenstvo Francije (10)  | Stan Wawrinka       | 6–2, 6–3, 6–1                 |
| 2017 | Odprto prvenstvo ZDA (3)        | Kevin Anderson      | 6–3, 6–3, 6–4                 |
| 2018 | Odprto prvenstvo Francije (11)  | Dominic Thiem       | 6–4, 6–3, 6–2                 |
| 2019 | Odprto prvenstvo Francije (12)  | Dominic Thiem       | 6–3, 5–7, 6–1, 6–1            |
| 2017 | Odprto prvenstvo ZDA (4)        | Daniil Medvedjev    | 7–5, 6–3, 5–7, 4–6, 6–4       |
| 2020 | Odprto prvenstvo Francije (13)  | Novak Đoković       | 6–0, 6–2, 7–5                 |
| 2022 | Odprto prvenstvo Avstralije (2) | Daniil Medvedjev    | 2–6, 6–7(5–7), 6–4, 6–4, 7–5  |
| 2022 | Odprto prvenstvo Francije (14)  | Casper Ruud         | 6–3, 6–3, 6–0                 |

### Porazi (8)
| Leto | Turnir                          | Nasprotnik v finalu | Rezultat finala               |
| 2006 | Odprto prvenstvo Anglije        | Roger Federer       | 6-0, 7-6(5), 6-7(2), 6-3      |
| 2007 | Odprto prvenstvo Anglije (2)    | Roger Federer       | 7-6(7), 4-6, 7-6(3), 2-6, 6-2 |
| 2011 | Odprto prvenstvo Anglije (3)    | Novak Đoković       | 4–6, 1–6, 6–1, 3–6            |
| 2011 | Odprto prvenstvo ZDA            | Novak Đoković       | 2–6, 4–6, 7–6(7–3), 1–6       |
| 2011 | Odprto prvenstvo Avstralije     | Novak Đoković       | 7–5, 4–6, 2–6, 7–6(7–5), 5–7  |
| 2014 | Odprto prvenstvo Avstralije (2) | Stanislas Wawrinka  | 3–6, 2–6, 6–3, 3–6            |
| 2017 | Odprto prvenstvo Avstralije (3) | Roger Federer       | 4–6, 6–3, 1–6, 6–3, 3–6       |
| 2019 | Odprto prvenstvo Avstralije     | Novak Đoković       | 3–6, 2–6, 3–6                 |